# Anthomuricea simplex
Anthomuricea simplex is een zachte koraalsoort uit de familie Plexauridae. De koraalsoort komt uit het geslacht Anthomuricea. Anthomuricea simplex werd in 1897 voor het eerst wetenschappelijk beschreven door Whitelegge. 